# Иероглифовый питон
Иеро́глифовый пито́н, или ска́льный пито́н (лат. Python sebae) — очень крупная неядовитая змея из рода настоящих питонов. Видовое название дано в честь нидерландского фармацевта и зоолога Альберта Себа (1665—1736).

## Описание
Одна из 4-х крупнейших змей в мире. Длина тела может превышать 6 м, а вес достигает почти 100 кг. Впрочем, обычно длина иероглифовых питонов не превышает 4,8 м, а масса составляет 44—55 кг. Туловище довольно стройное, но более массивное, чем, например, у сетчатого питона. На голове сверху располагается треугольное пятно и тёмная полоса, проходящая через глаз. Рисунок на теле состоит из нешироких зигзагообразных полос на спине и по бокам, соединённых перемычками на спине, сопровождающиеся тёмными пятнами по бокам. Окрас тела серо-коричневого цвета, спина с желтовато-бурым оттенком. 

## Распространение
Область распространения вида охватывает территорию к югу от Сахары от западноафриканского побережья на восток через 6600 км до Африканского рога. Обитает в саванне, тропических и субтропических лесах.

## Образ жизни
Активен ночью. Хорошо лазает по деревьям и хорошо плавает. Питается грызунами, птицами, рептилиями и иногда даже крупными млекопитающими, в частности некоторыми антилопами. Известны случаи поедания иероглифовыми питонами импал весом до 58 кг, бородавочников, молодых нильских крокодилов длиной до 1,5 метров и даже леопардов. Иероглифовый питон, как и другие питоны, способен долгое время оставаться без пищи. Продолжительность жизни в неволе составляет 20—25 лет. Иероглифовые питоны отличаются крайне агрессивным поведением, известны случаи нападений на человека с летальным исходом. Например, в 2002 году иероглифовый питон проглотил в Южной Африке десятилетнего мальчика.
Основной угрозой для взрослых питонов, за исключением человека, являются нильские крокодилы, леопарды и медоеды. Кроме того, львы, гиены, тупорылые крокодилы, нильские вараны, боевые орлы, большие группы шакалов и даже бородавочники в некоторых случаях могут успешно нападать на них. Однако хищничество не является самой распространенной причиной гибели взрослых змей этого вида.

## Размножение
Яйцекладущая змея. Самка откладывает 30—50 (редко 100) яиц. Молодые питоны появляются через 3 месяца.